# Estación de Sant Martí
Sant Martí es una estación de la línea 2 del Metro de Barcelona. La estación está situada debajo de la rambla de Guipúzcoa, en el distrito de San Martín de Barcelona.

## Historia
La estación de Sant Martí entró en servicio el 20 de septiembre de 1997, con la prolongación de la línea 2 desde Sagrada Família hasta La Pau. El acto inaugural estuvo presidido por el alcalde de Barcelona, Pasqual Maragall y el presidente de la Generalidad de Cataluña, Jordi Pujol.

## Líneas
| << cabecera | < estación  | línea | estación > | cabecera >>           |
| ----------- | ----------- | ----- | ---------- | --------------------- |
| Metro       |             |       |            |                       |
| Paral·lel   | Bac de Roda |       | La Pau     | Badalona Pompeu Fabra |